# Rand al'Thor

Draken Banderoll

Banderoll av Ljus

Rand al'Thor är protagonisten i Robert Jordans fantasyserie Sagan om Drakens återkomst. Han är enligt Jordan själv baserad på guden Tyr i nordisk mytologi.
Rand är i egenskap av Draken återfödd den person som är utvald enligt drakprofetian att ena jordens folk i strid mot den Svarte och därigenom rädda välden från undergång. Profetiorna säger också att han på samma gång är dömd att orsaka stor förödelse och att han skall dö vid shayo'gul (den svartes fängelse) och han är därför mycket fruktad även av de som säger sig vara mörkrets fiender. Han är viktig i flera olika kulturer, hos Aiel kallas han Car'a'carn och hos sjöfolket Coramoor. Rand är, sedan han utropat sig till draken återfödd förälskad i tre kvinnor (Aviendha, lärling till Aiels Visa, Elayne, arvtagare till Andors tron, och Min, en ung kvinna som kan förutsäga framtiden hos vissa personer).

## Tidigare år
Rand al'Thor föddes under aielkriget, år 978 NE. Hans mor var Tigraine Mantear, före detta Tronens Dotter av Andor, som flytt till Aielöknen för att bli spjutjungfru. Hans far var en aiel som hette Janduin. Tigraine dog strax efter födseln, och Rand upptäcktes och togs om hand av Tam al'Thor, en bonde från Emondsvall som hade gått med i den illianska armén under aielkriget. Tam uppfostrade sedan Rand som sin egen son, tillsammans med sin fru Kari som dock dog när Rand var väldigt ung. Rand förs ut på sin första resa med sina närmaste vänner och ett par ur den mytomspunna orden från vita tornet när hans adoptivfar blir skadad av ett kreatur kallat trollock.